# Christia
Christia é um género botânico pertencente à família Fabaceae